# Montoro (Espanha)
Montoro é um município da Espanha na província de Córdova, comunidade autónoma da Andaluzia. Tem 586,12 km² de área e em 2021 tinha 9 231 habitantes (densidade: 15,7 hab./km²). Localiza-se no interior do Parque Natural da Serra de Cardeña e Montoro.
Em Montoro foram encontradas moedas com inscrições que sugerem que esta cidade era conhecida pelos romanos como Epora, Aipora e Iipora. Durante o período islâmico foi um importante forte mouro.

## Demografia
| Variação demográfica do município entre 1991 e 2004 | Variação demográfica do município entre 1991 e 2004 | Variação demográfica do município entre 1991 e 2004 | Variação demográfica do município entre 1991 e 2004 |
| --------------------------------------------------- | --------------------------------------------------- | --------------------------------------------------- | --------------------------------------------------- |
| 1991                                                | 1996                                                | 2001                                                | 2004                                                |
| 9681                                                | 9394                                                | 9407                                                | 9491                                                |

## Património
- Praça de Espanha
- Igreja de São Bartolomeu
- Igreja
- Ponte sobre o rio Guadalquivir
- Casa das Tercias
- Torre de Villaverde
- Casa das Conchas

## Cultura
- Museu Arqueológico Municipal (localizado na antiga igreja de Santa Maria de la Mota)
- Museu Antonio Rodríguez Luna
- Museu do Azeite
- Museu da Semana Santa